# Товар Гиффена

Парадокс Гиффена

Товар Гиффена — товар, потребление которого увеличивается при повышении цены и уменьшается при снижении цены. Обычно это связано с тем, что эффект замещения от изменения цены перевешивается действием эффекта дохода. При соблюдении прочих равных условий (особенно, стабильного уровня дохода) потребление товаров Гиффена отражает положительный наклон кривой спроса.
Для большинства товаров при повышении цены снижается потребление: при повышении цен на мясо население покупает меньше мяса, заменяя его, например, рыбой, грибами и т. д. У товара Гиффена всё наоборот — при повышении цен на картофель люди начинают покупать больше картофеля, но меньше, например, лапши.
Все товары Гиффена — малоценные товары, которые занимают в потребительском бюджете значительное место и для которых отсутствует равнозначный товар-заменитель. Ценных товаров Гиффена не бывает. Так, например, товарами Гиффена в России являются чай, хлеб и некоторые другие, а в Китае — рис и лапша. Повышение спроса при росте цены для дорогих предметов роскоши описывает эффект Веблена.
«Парадокс Гиффена»: при повышении цен на определённые виды товара (в основном товары первой необходимости) их потребление повышается за счёт экономии на других товарах.

## Математические модели
Существуют несколько математических моделей, объясняющих существование товаров Гиффена.
Задан доход потребителя {\displaystyle S}. При ценах на товары {\displaystyle p_{1},\,p_{2},\,...,\,p_{n}} потребитель выбирает потребление {\displaystyle c_{1},\,c_{2},\,...,\,c_{n}} в соответствии с какими-то критериями. Если у какого-то товара {\displaystyle i} при заданных {\displaystyle S,\,p_{1}...p_{n}} будет {\displaystyle {\frac {\partial c_{i}}{\partial p_{i}}}>0}, этот товар и будет товаром Гиффена.

### Максимизация функции полезности
Потребление {\displaystyle {\vec {c}}} выбирается таким, чтобы оно максимизировало функцию полезности {\displaystyle \Phi ({\vec {c}})\rightarrow \max }.
Модель потребителя, связанная с максимизацией функции пользы, не отрицает существования товаров Гиффена, накладывая единственное ограничение — все они малоценные: {\displaystyle {\frac {\partial c_{i}}{\partial S}}<0}. Однако и причины появления товаров Гиффена остаются за кадром — для этого применяются более конкретные модели.

### Калории и вкус
Считаем, что человек ест лапшу и мясо. 1 калория лапши дешевле, чем 1 калория мяса. По иерархии потребностей человек сначала удовлетворяет потребность в калориях, а если это возможно, максимизирует вкус.
Пусть доход человека — {\displaystyle S}, а потребность в калориях — {\displaystyle C}. Если он будет есть меньше {\displaystyle C}, он будет недоедать и не сможет выполнять свою работу. Стоимость одной калории лапши {\displaystyle p_{1}}, мяса {\displaystyle p_{2}>p_{1}}. При соотношении лапши и мяса {\displaystyle a_{1}^{0}:a_{2}^{0}} ({\displaystyle a_{1}^{0}+a_{2}^{0}=1}) достигается лучший вкус.
Тогда возможны три случая:
- {\displaystyle C\cdot (p_{1}\cdot a_{1}^{0}+p_{2}\cdot a_{2}^{0})<S}. В этом случае человек за свой доход способен не только прокормить себя, но и обеспечить наилучший вкус, который только можно получить лапшой и мясом;
- {\displaystyle C\cdot p_{1}\geqslant S}. В этом случае человек живёт впроголодь и на свои деньги не способен прокормиться даже лапшой;
- {\displaystyle C\cdot p_{1}<S\leqslant C\cdot (p_{1}\cdot a_{1}^{0}+p_{2}\cdot a_{2}^{0})}. В этом случае при росте цены на лапшу потребитель покупает меньше мяса, но больше лапши, а лапша становится товаром Гиффена.

Человек стремится получить наилучший доступный ему вкус, смешивая мясо и лапшу в пропорции {\displaystyle a_{1}:a_{2}}.
{\displaystyle S=C\cdot (p_{1}\cdot a_{1}+p_{2}\cdot a_{2})=C\cdot (p_{1}\cdot a_{1}+p_{2}\cdot (1-a_{1}))=C\cdot p_{2}-Ca_{1}(p_{2}-p_{1})}
Отсюда находим {\displaystyle a_{1}}:
{\displaystyle a_{1}={\frac {C\cdot p_{2}-S}{(p_{2}-p_{1})\cdot C}}}. Дифференцируя по {\displaystyle p_{1}}, получаем: {\displaystyle {\frac {da_{1}}{dp_{1}}}={\frac {C\cdot p_{2}-S}{(p_{2}-p_{1})^{2}\cdot C}}}. Производная {\displaystyle {\frac {da_{1}}{dp_{1}}}} больше нуля, то есть зависимость {\displaystyle a_{1}} от {\displaystyle p_{1}} возрастает: при повышении цены на лапшу {\displaystyle p_{1}} растет их доля в рационе {\displaystyle a_{1}}.

## Сходные явления
Положительный коэффициент эластичности спроса на тот или иной товар может быть связан не только с «моделью идеального потребителя», но и с массовой психологией. Например:
- товары первой необходимости в условиях нестабильности в стране. То есть когда цены на спички идут вверх, народ бросается их покупать, опасаясь, что цены взлетят совсем до небес или спички вообще пропадут с прилавков;
- положительная эластичность спроса на предметы роскоши. В идеальном случае при появлении на рынке дешёвых духов потребитель будет чаще пользоваться ими. В реальности их, скорее всего, брать не будут — опасаются, что подделка. В данном случае духи являются ценным товаром, но ведут себя как товар Гиффена. Подобные товары выделены в отдельную категорию — товары Веблена.

## Примеры

### Картофельный голод
Сам Гиффен обнаружил парадокс Гиффена на примере голода в Ирландии 1845—1849. Картофель был основным пищевым продуктом в Ирландии, и хотя из-за неурожая цены на картофель непомерно возросли, его потребление повысилось.
Хотя это хрестоматийный пример, многие экономисты ставили его под сомнение.

Нам нужно либо найти другой пример кривой спроса с положительным наклоном, либо упрятать обсуждения подальше в сноски.

Джордж Стиглер, 1947.
Оригинальный текст (англ.)We shall have to find a new example of the positively sloping demand curve, or push our discussion of it deeper into footnotes.

George Stigler, 1947.

### Рис и лапша
Исследование цен показало, что рис и лапша в Китае являются товарами Гиффена.

### Повышение цен на бензин
Существует неподтверждённое предположение, что в США в условиях повышения цен на бензин тот действует как товар Гиффена — потребление бензина повышается, но снижаются затраты на различные меры экономии топлива (покупка дизельной машины, частый автосервис и т. д.). Это напрямую связано с высокой степенью автомобилизации в США.

### Кредиты
Если считать кредиты услугой (хотя многие банки называют свои услуги «кредитными продуктами»), то и в этом случае наблюдается положительная зависимость, поскольку при повышении цены (процентной ставки по кредиту) происходит увеличение доли расходов на обслуживание кредита за счёт сокращения других расходов.

## Критика понятия «товар Гиффена»
Английский экономист Роберт Гиффен (1837—1910) был журналистом и статистиком, государственным служащим, а не теоретиком. Возвышению Гиффена способствовал Альфред Маршалл, который в 1895 году связал имя Гиффена с указанным повторяющимся экономическим явлением. Ныне к сложным реалиям товаров-благ Гиффена у экономистов усиливается негативное отношение, так как есть подозрения в излишней надуманности данного понятия.
Обычно товары Гиффена обнаруживаются в условиях нестабильности (кризисные угрозы, нестабильные доходы, резкие институциональные изменения и т. п.). Но надёжное исследование требует изучения «прочих равных условий», что осуществляется далеко не всегда.